# ジェムコ日本経営
株式会社ジェムコ日本経営（ジェムコにほんけいえい、JAPAN EXCEL-MANAGEMENT CONSULTING CO.,LTD.）は、日本の経営コンサルティング会社。略称はJEMCO。
1968年（昭和43年）設立。

## 概要
創業者である佐藤良がメーカー出身であったことにより、製造業のコスト削減と生産性向上を目的としたコンサルティングに最大の強みがある。
そのコンサルティングにバリューエンジニアリング（VE）の手法を取り入れた第一人者として知られ、同社のVE理論とコンサルティング技法への研究開発への功績は日本バリュー・エンジニアリング協会からも認められている。
2018年現在は、経営革新をサポートするコンサルティングファームとして、新しいモノづくり・コトづくり・ヒトづくりをキャッチフレーズに、製造業のコスト削減と生産性向上コンサルティングに加え、新規事業・新商品の開発・マーケティング支援コンサルティングと、人材育成コンサルティングなどを提供している。
2018年現在、代表取締役社長の佐藤葵氏は経済同友会の会員である。

## 沿革
- 1968年 - 佐藤良が株式会社日本経営合理化センターを設立。
- 1978年 - 株式会社ジェムコ日本経営に社名変更。経営コンサルタントの業界団体である公益社団法人全日本能率連盟に加盟。
- 1985年 - 日本バリュー・エンジニアリング協会顕彰において、佐藤良が研究開発功績賞を受賞。
- 2010年 - 日本バリュー・エンジニアリング協会顕彰において、櫻井文達が研究開発功績賞を受賞。
- 2011年 - 佐藤葵が公益社団法人全日本能率連盟副会長に就任。

## 事業所
- 東京本社 － 〒104-0061 東京都中央区銀座6-13-16　ヒューリック銀座ウォールビル
- 関西支社 － 〒530-0001 大阪市北区梅田1-1-3-2600　大阪駅前第3ビル

## おもな出版物
- 『残れる会社～コストの意識改革から始めよう～』佐藤良 著  1973年 日本経営合理化センター出版部 全国書誌番号75069576
- 『原点に立つ～目的意識への改革～』佐藤良 著  1973年 日本経営合理化センター出版部 全国書誌番号70005160
- 『ものづくり経営入門:グローバルで活躍するあなたのための:5Sから在庫削減、キャッシュフローまで、経営の基本と実践』高橋功吉 著;日経ものづくり 編 2013年 日経BP社 ISBN 978-4-8222-7608-9